# Między Ściany

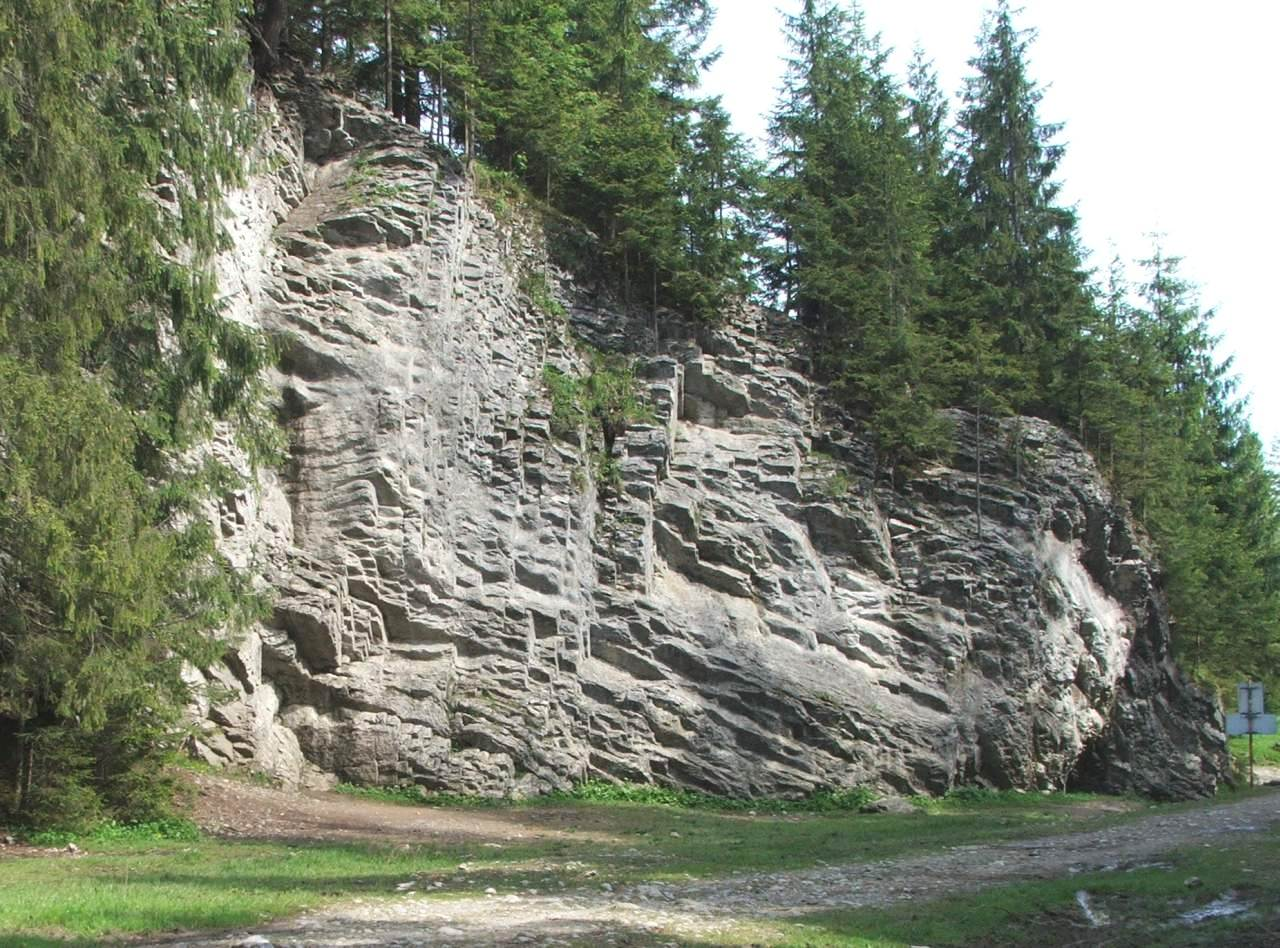
Między Ściany

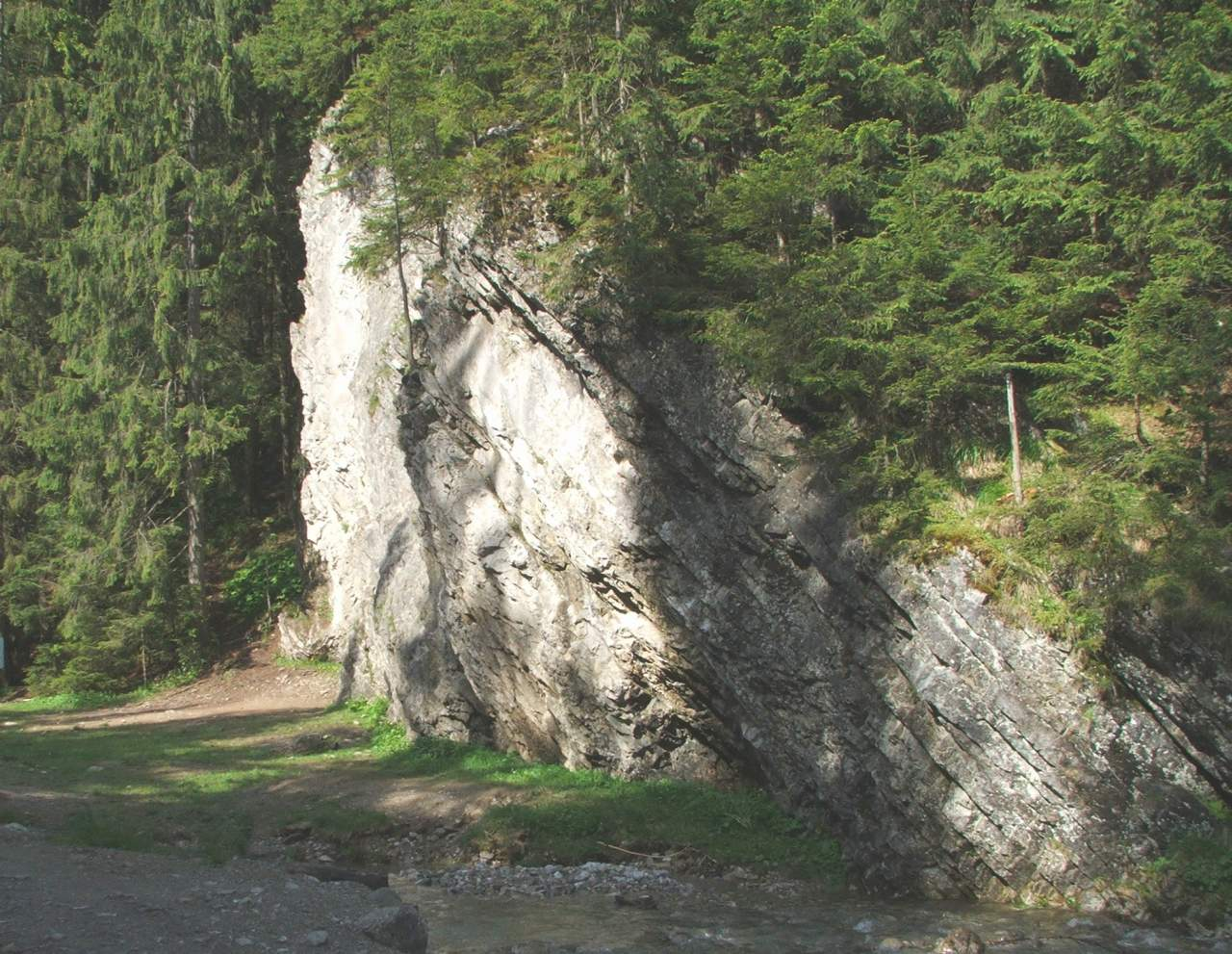
Między Ściany

Między Ściany – duża skała u wylotu Doliny Lejowej w Tatrach Zachodnich. Zwana jest też Cisową Skałą. Zaczyna się przy niej żółty szlak turystyczny biegnący Doliną Lejową, a u jej podnóża płynie Lejowy Potok. Zbudowana jest z wapieni numulitowych pochodzących z eocenu. Są to najmłodsze skały osadowe w północnej części Tatr, powstałe w wyniku fałdowania i położone są bezpośrednio na płaszczowinie reglowej. Udostępniona jest (za opłatą) do wspinaczki przez cały rok. Obok skały znajduje się niewielka płaska polanka i punkt pobierania opłat za wejście do Tatrzańskiego Parku Narodowego, przed wejściem do doliny jest usytuowana polana Biały Potok. Skała i cała Dolina Lejowa nie są jednak własnością TPN, lecz Wspólnoty Leśnej Uprawnionych Ośmiu Wsi z siedzibą w Witowie.

## Szlaki turystyczne
– przy skale rozpoczyna się żółty przez Dolinę Lejową do skrzyżowania ze Ścieżką nad Reglami w pobliżu Niżniej Polany Kominiarskiej. Czas przejścia: 1:10 h, ↓ 55 min
 – obrzeżem lasu w górnej części polany Biały Potok biegnie oznakowany zielono szlak z Doliny Kościeliskiej na Siwą Polanę u wylotu Doliny Chochołowskiej (przedłużenie Drogi pod Reglami).
- Czas przejścia z Kir do wylotu Doliny Lejowej: 25 min w obie strony
- Czas przejścia od wylotu Doliny Lejowej na Siwą Polanę: 25 min w obie strony